# Meurtres à Cognac
Pour plus de détails, voir Fiche technique et Distribution.
Meurtres à Cognac est un téléfilm franco-belge de la collection Meurtres à..., écrit par Estelle Koenig et Simon Rocheman et réalisé par  Adeline Darraux. Ce téléfilm a été diffusé pour la première fois, en Suisse le 3 avril 2020 sur RTS Un, en Belgique le 5 avril 2020 sur La Une et en France le 26 décembre 2020 sur France 3.
Cette fiction est une coproduction de Frenchkiss Pictures, France Télévisions, Be-Films et la RTBF (télévision belge), avec la participation de TV5 Monde et de la Radio télévision suisse (RTS) et le soutien de la Région Nouvelle Aquitaine.

## Synopsis
Clémentine Segonzac, fille d’un petit producteur de cognac, fait équipe avec Yassine Benjebbour, fraîchement muté de Marseille. Ils enquêtent sur le meurtre d’un maître de chai. Il apparaît rapidement que le motif du meurtre est lié à la production de cognac et notamment d'un cognac d’exception, préphylloxérique.

## Fiche technique
- Réalisation : Adeline Darraux
- Scénario et dialogue : Estelle Koenig, Simon Rocheman
- Sociétés de production : Frenchkiss Pictures, France Télévisions, Be-Films, RTBF
- Producteurs : Aurélie Meimon, Noor Sadar et Christophe Louis
- Directeur de production : Emmanuel Eli
- Premier assistant réalisatrice : Stéphane Le Coz
- Photographie : Dominique Bouilleret
- Musique : Nicolas Jorelle
- Cheffe décoratrice : Catherine d'Ovidio
- Montage : Jérôme Bréau
- Cheffe costumière : Justine Pearce
- Pays d'origine :  France /  Belgique
- Langue originale : français
- Genre : policier
- Durée : 90 minutes
- Date de première diffusion :
  -  : 3 avril 2020 sur RTS Un
  -  : 5 avril 2020 sur La Une
  -  : 26 décembre 2020 sur France 3

## Distribution
- Éléonore Bernheim : Clémentine Segonzac
- Olivier Sitruk : Yassine Benjebbour
- Félix Kysyl : Alexandre
- Aude Briant : Commandant Martinez
- Frans Boyer : Alain Segonzac
- Jean-Yves Lafesse : Julius Segonzac
- Joe Sheridan : David Saul
- Lucile Durant : Lucienne Weiss
- Laurence Pierre : Nadine Janvier
- Clair Jaz : Evelyne Gaillard
- Daphné Hacquard : Ophélie Yan
- Pascal Lambert : Commandant Thibaudault
- Jacques Develay : Albert Haroult
- Brice Mousnier : Patron Fil au vent
- Franck Beckmann : Œnologue 1
- Abdelrahman Khallouf : Ouvrier agricole
- Christian Caro : Robert Mazot
- Bertrand Malherbe : Montcalm
- Nil Lilamand Sadar : Secrétaire médicale
- Patrick Zocco : Éric Janvier
- Loïc Berbard-Chabrier : Éric Janvier à 25 ans

## Audience
- Audience :  France : 5,313 millions de téléspectateurs (première diffusion) (22,2 % de part d'audience)[3]

## Tournage
Le tournage a eu lieu du 25 septembre au 22 octobre 2019 en Charente, notamment à Cognac,.